# Nigroporus durus
Nigroporus durus är en svampart som först beskrevs av Franz Wilhelm Junghuhn, och fick sitt nu gällande namn av William Alphonso Murrill 1907. Nigroporus durus ingår i släktet Nigroporus och familjen Polyporaceae.   Inga underarter finns listade i Catalogue of Life.